# Janaozen
Janaozen (en kazakh : Жаңаөзен, Jañaözen, « nouvelle rivière » ; en russe : Жанаозен) est une ville du Kazakhstan, située au sud-ouest d'Aktaou, dans l'oblys de Manguistaou. La ville est englobée dans le district de Karakia, mais n'en fait pas administrativement partie, étant considérée comme « ville à statut régional » (en russe : город областного значения). Elle comptait 106 221 habitants en 2014.
Avant 1992, la ville portait le nom de Novy Uzen (en russe : Новый Узень).

## Histoire
La création de la ville date de 1968, en appui des activités d'extraction de gaz et de pétrole, ainsi que de distribution de gaz.

### 2011: la grève du pétrole
En mai 2011, les ouvriers de l'exploitation pétrolière d'Oznmunaigas débutent une grève sur des revendications salariales. La grève est déclarée illégale par les tribunaux locaux et la compagnie pétrolière publique licencie près de 1 000 personnes.
Quelques-uns d'entre eux occupent alors la place centrale de la ville en signe de protestation. Le 16 décembre 2011, la police est accusée d'avoir ouvert le feu sur eux. Quinze personnes (ouvriers et membres des forces de l'ordre) sont tuées, selon les sources officielles, alors que les mouvements d'opposition en dénombrent plusieurs douzaines.
Ce jour-là, des locaux officiels, un hôtel et un bureau de la compagnie pétrolière d'État sont incendiés, selon le procureur général Askhat Daulbayev. Quatre-vingt-six personnes sont blessées dans les affrontements, selon les autorités. En raison du manque de lits dans les hôpitaux de Janaozen, nombreux sont ceux qui seront soignés à la capitale régionale Aktaou, située à près de 150 km. Le 17 décembre, l'état d'urgence est déclaré, les routes d'accès à Janaozen étant alors bloquées, tout comme les vols arrivant à l'aéroport local. De même, les réseaux de téléphonie mobile et les connexions Internet sont neutralisés.

### Procès et allégations d'abus et de torture
Mai 2012 voit, à Aktau, l'ouverture du procès contre les manifestants. De nombreux plaignants dénoncent des menaces physiques, voire des tortures, subies dans les locaux de la police et durant leur interrogation. Quelques témoins signalent également des tentatives d'extorsion de faux témoignages, exercées par la police.

Deux procès, impliquant des officiels de la sécurité, sont également ouverts.

### Mouvements de soutien
Le chanteur populaire kazakh Bavyrjan a enregistré une chanson critiquant ouvertement le président Noursoultan Nazarbayev, l'accusant de n'avoir pas voulu écouter les manifestants de Janaozen. Le chant fut censuré par le gouvernement.

## Géographie et situation
La ville est située dans le désert de la péninsule de Manguistaou, au bord de la mer Caspienne, dans l'oblys de Manguistaou.

## Économie
L'activité de la commune est essentiellement tournée vers l'extraction et l'exploitation du gaz et du pétrole.

## Personnalités liées à la commune
Altynay Sapargalieva (en), née en 1989 à Janaozen, est une chanteuse populaire.